# Villa La Magia

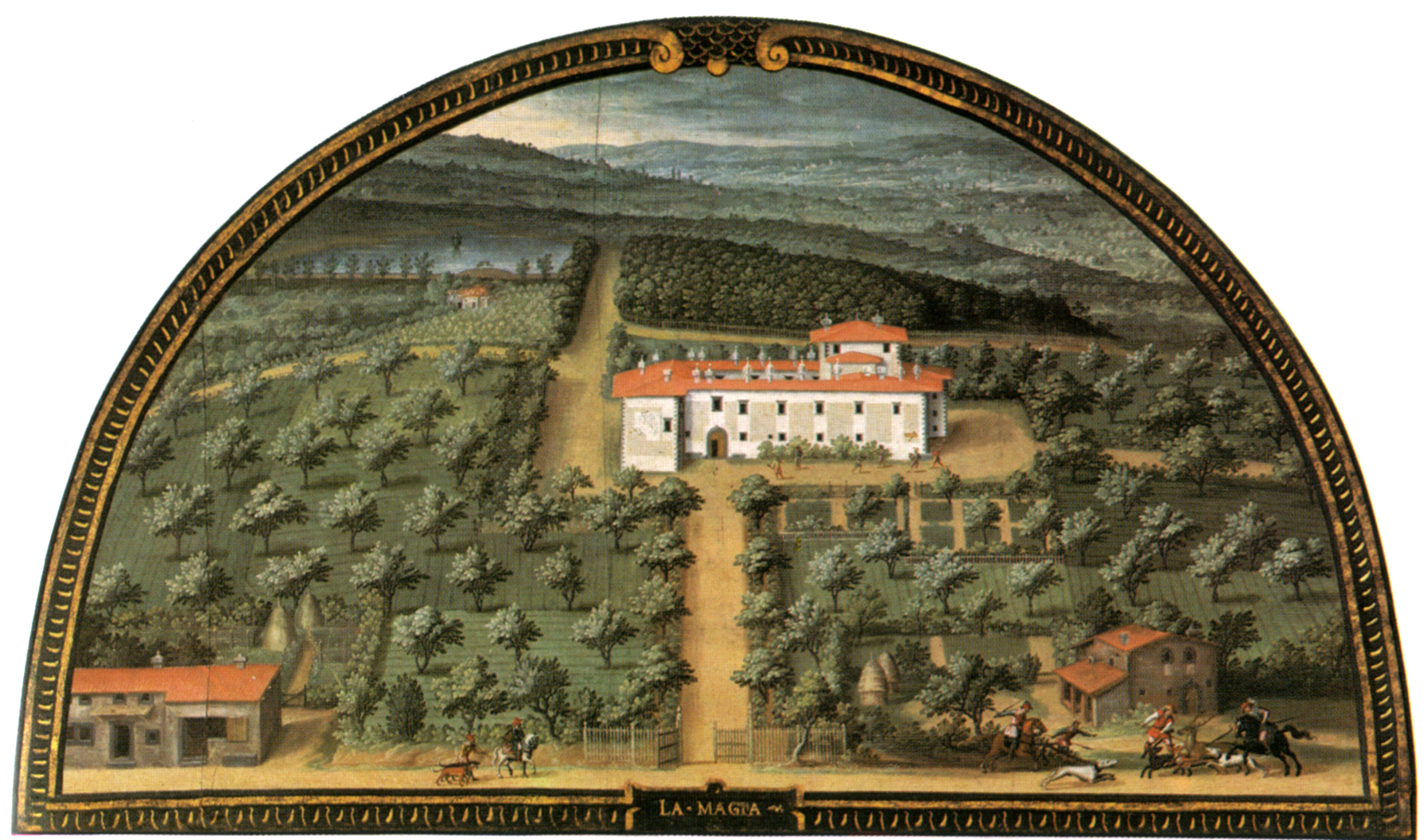
La Magia, lunetta di Giusto Utens

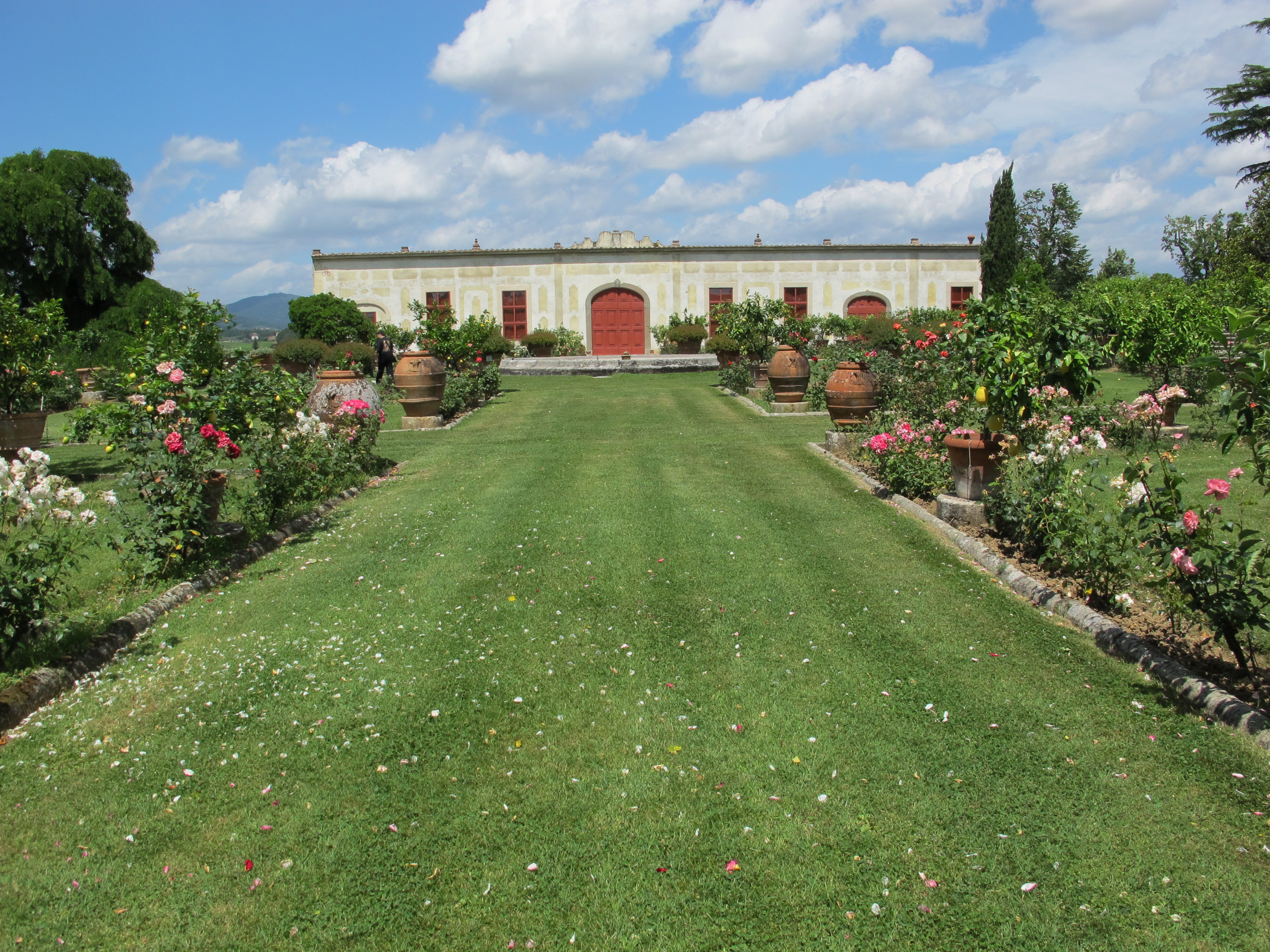
Il giardino e la limonaia

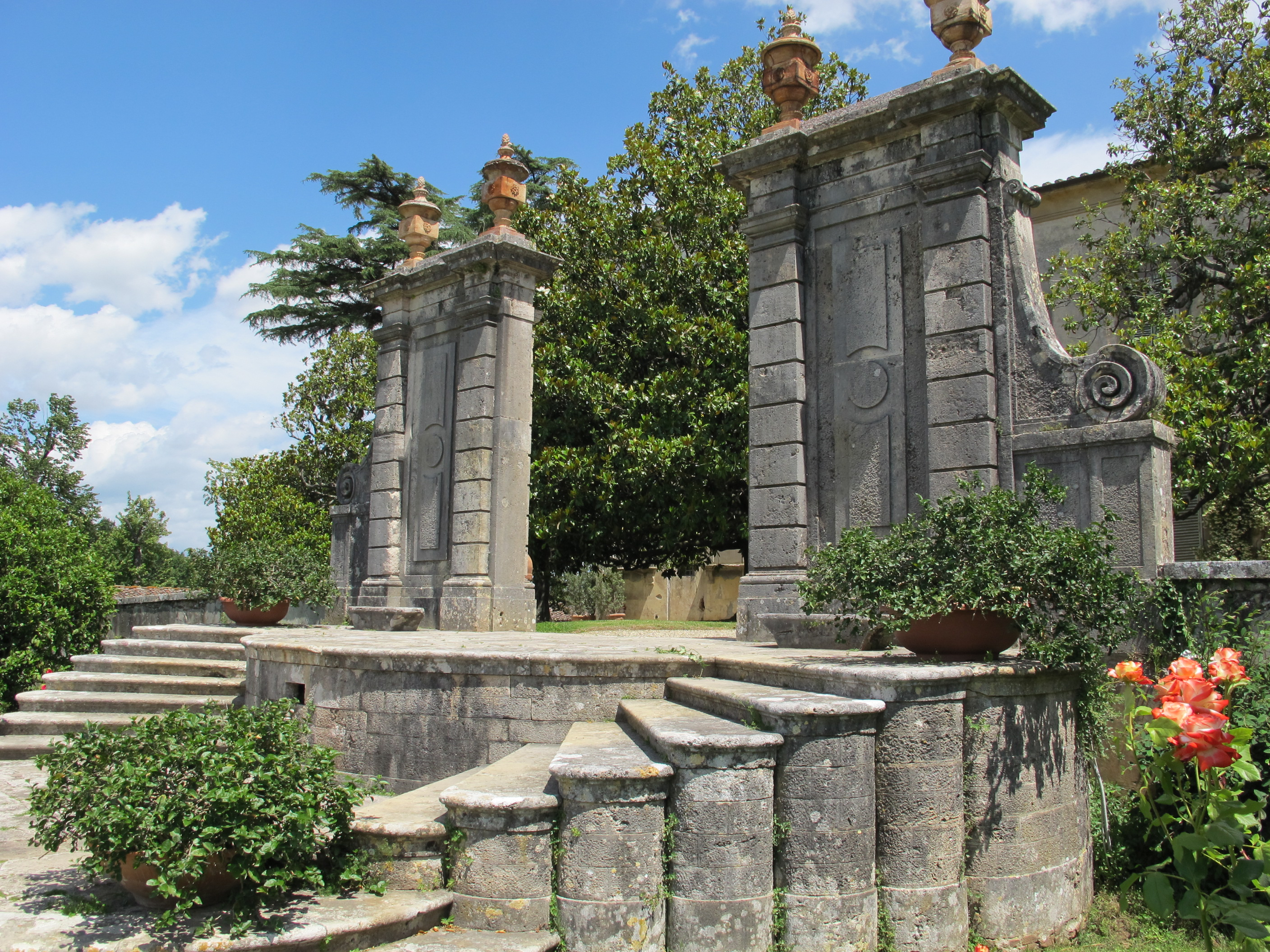
La scalinata a tenaglia

Villa La Magia (/laˈmaʤa/, localmente [laˈmaːʒa]) si trova nel comune di Quarrata in prossimità del centro in via Vecchia Fiorentina n. 63 ed è stata un'importante villa medicea. Il nome deriva probabilmente da maia, femminile di maius, "maggiore", da intendersi come appellativo per la villa principale della zona. 

## Storia

### Origini
Il nucleo originario della villa fu costruito nel Trecento dalla famiglia pistoiese dei Panciatichi, sulla valle dell'Ombrone alle pendici settentrionali del Montalbano, una serie di colli che segna il confine sud della piana che comprende Prato, Pistoia e Firenze stessa.
Luogo di importanza strategica, qui si svolse uno storico incontro, in occasione di una battuta di caccia, tra il duca Alessandro de' Medici e l'imperatore Carlo V nel 1536.

### I Medici
Nel 1581 i Panciatichi subirono un fallimento commerciale e qualche anno dopo, nel 1583, la proprietà passò ai Medici, su interessamento di Francesco I, che desiderava incrementare gradualmente le proprietà terriere della casata nel territorio del Granducato. La posizione era particolarmente favorevole perché la tenuta di caccia confinava con quelle di Poggio a Caiano, di Artimino, dell'Ambrogiana e di Montevettolini, in un sistema di ville satellite attorno al Montalbano, dove esisteva la riserva di caccia reale, il "Barco Mediceo". 
Dal 1584 fu ristrutturata da Bernardo Buontalenti,architetto di corte, con un aspetto piuttosto semplice rispetto ad altre ville. L'edificio base aveva una pianta quadrangolare, con due corpi sporgenti a due angoli diametralmente opposti, senza giardino ma circondato da un ampio parco, che oggi in parte è stato assorbito dalla crescita del paese di Quarrata. Buontalenti si limitò a ristrutturare gli elementi preesistenti, come il loggiato interno, che venne tamponato, la colombaia che fu rialzata e il cortile che venne lastricato. Nel 1585 i lavori erano già ultimati.
Una particolarità della villa era il lago quadrato con le sponde murate (oggi colmato) con un capanno, progettato dallo stesso Buontalenti con l'assistenza di Davide Fortini e destinato alla pesca ed alla caccia di uccelli acquatici: tale elemento si vede nella veduta dipinta da Giusto Utens nel 1599.
Il successivo granduca Ferdinando I de' Medici la destinò a Don Antonio, figlio illegittimo di suo fratello Francesco e Bianca Cappello, mentre Ferdinando II la vendette.

### Gli Attavanti e gli Amati

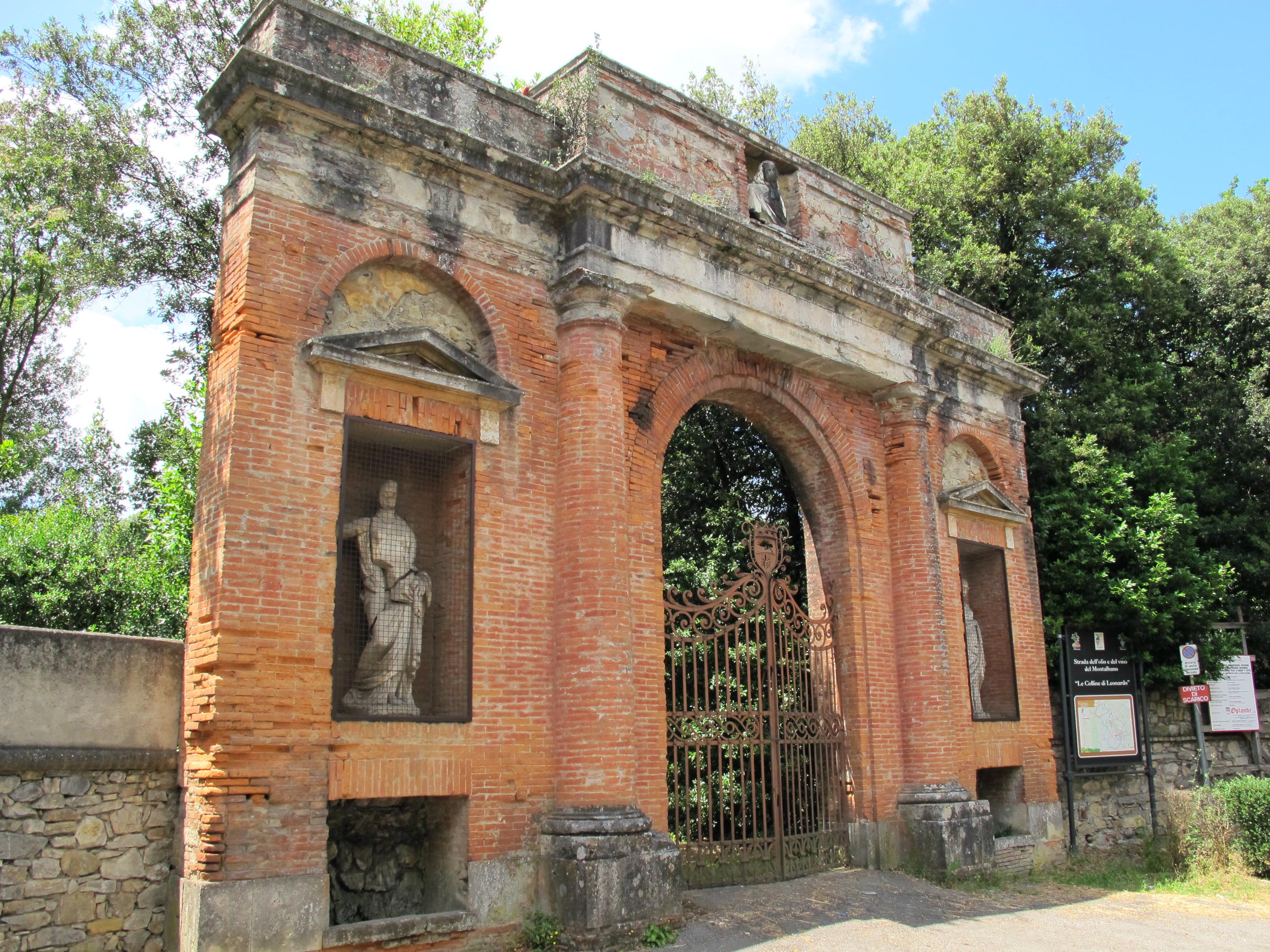
Ingresso monumentale

Venne dunque acquistata, nel 1645, da Pandolfo Attavanti, i cui discendenti, tra la fine del secolo e l'inizio del successivo, avviarono una ristrutturazione riguardante soprattutto gli ambienti interni e il giardino. Amerigo Attavanti in particolare fece creare il giardino all'italiana di siepi geometriche e parterre, con fontana circolare centrale, e fece decorare l'interno con affreschi e stucchi, ai quali parteciparono Giovanni Domenico Ferretti (1715), Tommaso Gherardini e Giovanni Francesco Bagnoli. Tra il 1723 e il 1724 i lavori erano terminati. Le descrizioni dell'epoca ricordano la coltivazione di agrumi in vaso e in terra addossati al muro nord del giardino, con varie specie di fiori nelle aiuole: garofano, gelsomino, mughetto e violetta.
Nel 1752, con l'estinzione del casato, la villa passò in via ereditaria alla famiglia Ricasoli, in particolare a Bindaccio e Leone, baroni di Roccaguicciarda e della Trappola. Nel 1766 essi la vendettero poi al nobile pistoiese Giulio Giuseppe Amati. Egli promosse la ricostruzione della limonaia e la sistemazione del parco romantico nella zona a est della villa, in cui sentieri sinuosi si snodano tra boschetti di leccio, cipresso e alloro, fino a un laghetto artificiale con varie specie arboree. Fece riedificare la cappella in stile neogotico e l'ingresso monumentale in stile neoclassico, quest'ultimo disegnato da Antonio Gamberai.

### I Cellesi ed il passaggio al Comune

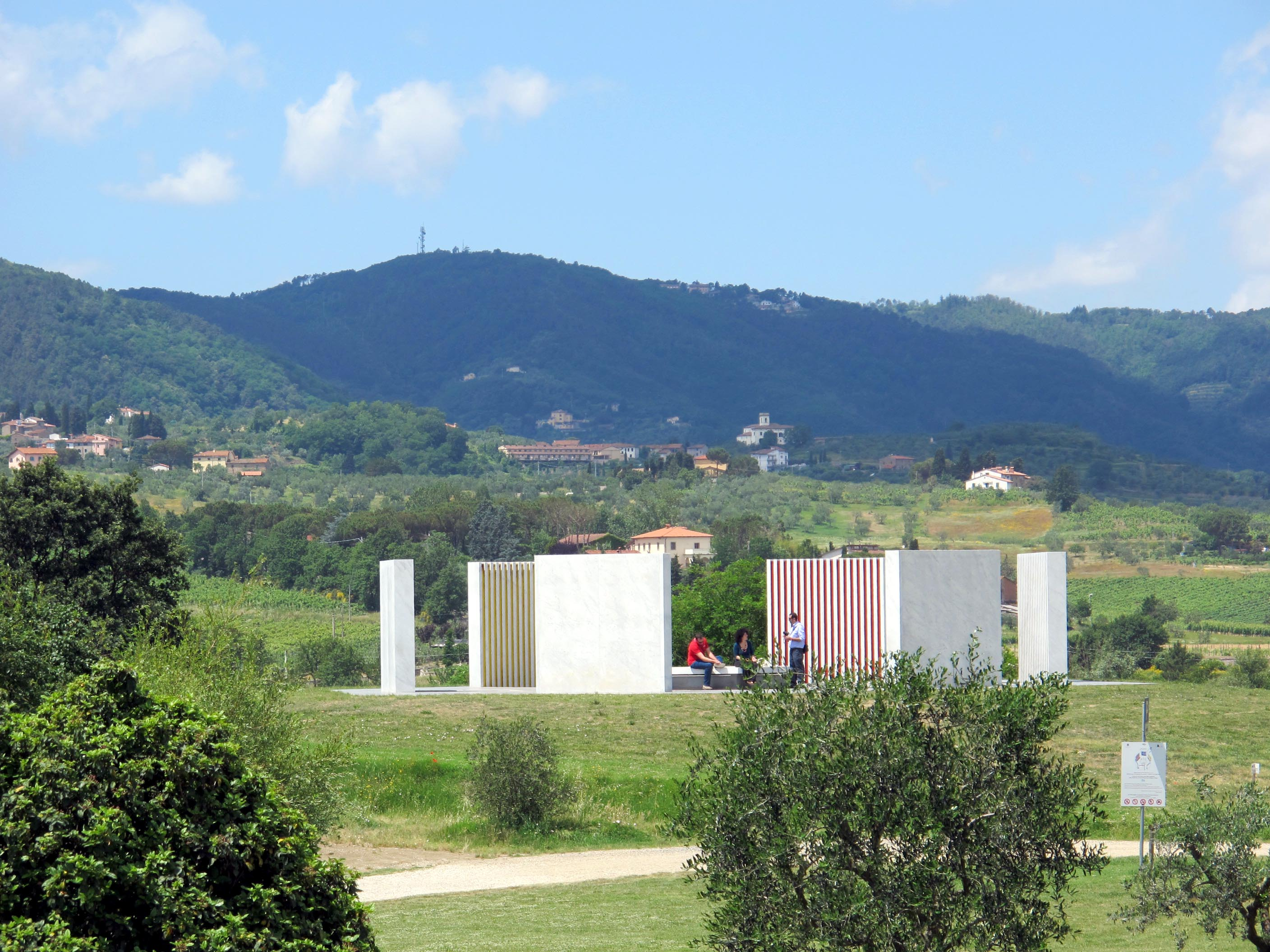
"Muri e fontane a tre colori per un esagono", Daniel Buren

Nel 1863 l'ultimo rampollo degli Amati, Giovanni Tommaso, scomparve lasciando in eredità i suoi beni a Giulio Cellesi, appartenente a un'antica e nobile famiglia pistoiese imparentata con papa Clemente IX, con i Rospigliosi, con i Banchieri e con tutte le famiglie nobili del circondario, purché assumesse il doppio cognome. Gli Amati Cellesi tennero la villa fino al 2000, quando fu acquistata dal Comune di Quarrata, che ha intrapreso un'opera di restauro conclusa nel 2005. In particolare sono state acquistate opere d'arte contemporanea ideate espressamente per integrare il paesaggio del parco, di Fabrizio Corneli, Anne e Patrick Poirier, Marco Bagnoli, Hidetoshi Nagasawa, Maurizio Nannucci e Daniel Buren.
Esiste un museo dedicato al filet dentro villa, essendo una lavorazione tradizionale di provincia di Pistoia.